# Саморух
Самору́х — внутрішня необхідна мимовільна зміна системи, що визначається її протиріччями, які опосередковуються впливом зовнішніх умов і чинників.

## Діалектико-матеріалістична концепція
Джерелом саморуху є внутрішні причини, насамперед, протиріччя, властиві всім об'єктам із системною будовою, або інші сили — наприклад, взаємодія окремих складових системи. Вплив зовнішніх умов на конкретну саморушну систему здійснюється опосередковано, через внутрішні джерела. Саморух, пов'язаний із напрямком, необоротною зміною, становить особливий його тип — саморозвиток.